# Algerisch-Marokkanischer Grenzkrieg
Der Grenzkrieg zwischen Marokko und Algerien, auch Guerre des sables (französisch „Sandkrieg“) genannt, fand im Oktober 1963 statt.
Das zu Algerien gehörende Tindūf-Gebiet stellt den einzigen algerischen Landzugang zur Westsahara dar und besitzt dadurch strategische Bedeutung. Außerdem gibt es in diesem Gebiet Bodenschätze, darunter Phosphate.
König Hassan II. von Marokko versuchte, bestärkt durch die von der national-konservativen Istiqlal-Partei propagierte Ideologie eines „Großmarokko“, das Tindūf-Gebiet zu erobern und seinem Staatsgebiet einzuverleiben. Nach einigen Grenzzwischenfällen zwischen Juli und September 1963 überquerten marokkanische Truppen am 1. Oktober 1963 die Grenzlinie und drangen 30 bis 45 Kilometer südlich von Mhamid in algerisches Gebiet vor, wo sie eine Bedrohung für die Straßenverbindung zur Oase Tindūf darstellten. Nach Gefechten am 8. und 9. Oktober wurden die Marokkaner von algerischen Truppen zurückgedrängt. Am 14. Oktober besetzten marokkanische Soldaten erneut ihre aufgegebenen Posten, was den algerischen Präsidenten Ahmed Ben Bella zu einer Generalmobilmachung seines Landes veranlasste. Dennoch gab Marokko am 26. Oktober an, mit einer Einheit bis 15 Kilometer vor Tindūf vorgedrungen zu sein.
Der Streit um den Grenzverlauf wird als Anlass zum Einmarsch für Hassan II. gewertet, um damit Einfluss auf die algerische Politik zu gewinnen. Er befürchtete eine politische Allianz zwischen Algerien, Ägypten und womöglich der Opposition in seinem Land.
Vom 16. bis 25. Oktober besuchte der äthiopische Kaiser Haile Selassie beide Länder, um ein Treffen zwischen den Staatschefs zu vereinbaren. Am 29. und 30. Oktober trafen sich daraufhin Hassan II. und Ben Bella in Bamako, Mali, und vereinbarten einen Waffenstillstand, der am 1. November begann. Am 20. Februar 1964 wurde in einer geheimen Vereinbarung die bisherige demilitarisierte Zone erweitert. Die Truppen beider Länder zogen sich einige Kilometer hinter die Positionen zurück, die sie bis vor dem Ausbruch der Feindseligkeiten im Oktober 1963 besetzt hatten.
Die Spannungen dauerten auch in den Jahren danach noch an. Erst 1972 unterzeichnete Marokko einen Grenzvertrag mit Algerien, in dem es seine Ansprüche auf das Tindūf-Gebiet aufgab.
Die Zahl der Todesopfer wird auf etwa 1000 geschätzt.